# Lido di Venezia

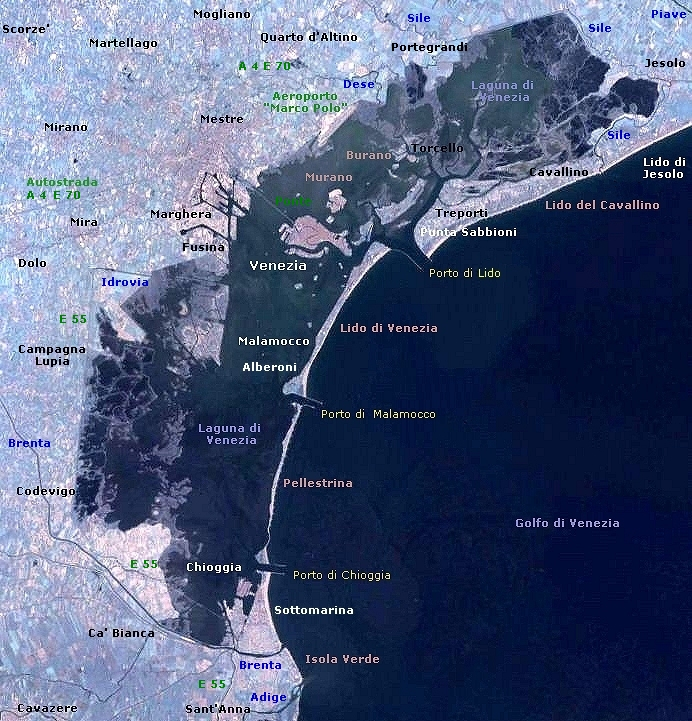
A Velencei lagúna szigetei

Lido di Venezia vagy egyszerűen a Lido (velencei nyelven Lido de Venesia) a legnagyobb, kb. 12 km hosszan elnyúló sziget Velence partja előtt, a Porto di Lido és a Porto Malamocco bejárata között kb. 18 000 lakossal. Közigazgatásilag a város részét alkotja, Lido - Pellestrina (municipalità) körzet egyik fele. Pellestrina mellett a másik olyan sziget a Velencei-lagúnában, melyen közúti közlekedés zajlik.
Nevét a világon számos fürdőhely átvette. A XX. század elején Európa divatos fürdőhelyeként ismerték. E szigeten lakott Thomas Mann Halál Velencében című regényének hőse.
A Lido előtt helyezkedik el Velence régi védőgátjának, a murazzinak egy része, mely itt a Ca' Biancától kezdődően a Piazzale del Casinòig 5 km-es szakaszon védte a várost.

## A sziget északi része: Lido

### Története
1857-ben alapították első fürdőjét, mely 80 méter hosszan a tengerbe nyúló cölöpökön nyugvó építmény volt. 1888-ban a Lido strandján felállították az első faházakat, amely idevonzotta Európából az üdülővendégeket, s a Lidónak híre kelt a kontinensen. 1932-ben a Lidón rendezték a Biennálé által megtartott Mostra del Cinema nevű filmfesztivált.

### Nevezetességei
A Lido Velencéből csak vaporettokon és kompon közelíthető meg. A kikötőhely a Santa Maria Elisabetta tere, melyről jobb és bal oldalon a parton a két parti sétány fekszik. A Lungomare D’Annunzio illetve a Lungomare Marconi. Fő közlekedési útvonala a Gran Viale Santa Maria, mely a tértől a Piazza Bucintóig a sétányokra merőlegesen halad.
A Lungomare Marconi tengerparti sétány partján luxusszállók, villák sora épült ki. A part közvetlenül a sétálóutca mellett homokos, lassan mélyülő strandokkal fogadja a pihenőket. A strandok nagy része a hotelekhez tartozó magántulajdon. Látnivalói:
- Grand Hotel des Bains: építése óta szálloda, ebben lakott a Halál Velencében történetének főszereplője.
- Casinò: 1936-38 között épült patinás szórakozóhely, emelte Miozzi és Quagliata.
- Filmpalota (Velence) vagy (Palazzo del Cinema): a Casinò mellett szintén 1936-38 között épült, emelte Miozzi és Quagliata, nyári időszakban nemzetközi filmfesztiválok színhelye.
- Excelsior Palace Hotel: 1898-1908 között született Giovanni Sardini tervei szerint. Kikötőjét a Casino hajói is használják.

Észak felé a Lungomare D’Annunzio vezet a kórház, majd a magánrepülőtér irányába. Nevezetességek a környéken:
- San Nicoló al Lido kolostor és templom: 1044-ben alapított intézmény, melynek mai épülete XVI. századból származik. A dózsék stratégiai helyzete miatt itt fogadták a külföldi látogatókat.
- Palazetto del Consiglio dei Dieci: 1520-ban emelt palota, közvetlenül a templom mellett magasodik egy XIV. századi épület helyén.
- Quattro Fontane erőd
- Zsidó temető : 1368-ban alapítottak itt először sírkertet az izraelita közösségnek, mely a XVIII. századig működött.
- Angol protestáns temető: 1684-1810 között működött itt, de végül 1930-ban a sírok átkerültek a San Michele-szigetre. Ma már a reptér meghosszabbítása van helyén.

## A sziget déli része: Malomocco és Alberoni

### Malamocco
Nyugodt kis halásztelepülés a sziget déli részén. Épített öröksége:
- Santa Maria Assunta: plébániatemplom a XII. századból;
- Palazzo del Podestà: XV. századi gótikus palota;
- erőd.

### Alberoni
12 km hosszú stranddal rendelkező üdülőhely Lido di Venzia szigetén a Porto di Malomocco irányában. Egyik érdekessége az Alberoni-Golf Club.

## Fordítás
- Ez a szócikk részben vagy egészben  a   Lido di Venezia című olasz Wikipédia-szócikk fordításán alapul.  Az eredeti cikk szerkesztőit annak laptörténete sorolja fel. Ez a jelzés csupán a megfogalmazás eredetét és a szerzői jogokat jelzi, nem szolgál a cikkben szereplő információk forrásmegjelöléseként.

## Külső hivatkozások
- Információk a lagúnáról
- Google Maps térképe
- MILVa - Interaktív térkép a Velencei lagúnáról
- Comune di Venezia, Tematikus kartográfia Velence lagúnájáról
- Archív felvételek a Velencei lagúnáról
- Municipalità di Lido-Pellestrina
- A.S.D. Calcio Lido di Venezia